# Sabana Grande
Sabana Grande ist eine der 78 Gemeinden von Puerto Rico. Sie liegt an der Südküste von Puerto Rico. Sie hatte 2019 eine Einwohnerzahl von 21.712 Personen.

## Geschichte
Es gibt eine Debatte darüber, wann Sabana Grande gegründet wurde. Einige sagen, dass sie 1808 gegründet wurde, während andere sagen, dass sie 1813 gegründet wurde, ein Jahr nachdem die Stadt 1812 politisch gegründet wurde. 

## Gliederung
Die Gemeinde ist in 8 Barrios aufgeteilt:
1. Machuchal
2. Rayo
3. Rincón
4. Sabana Grande barrio-pueblo
5. Santana
6. Susúa
7. Tabonuco
8. Torre